# 巴塞尔协议
巴塞爾協議（英語：Basel Accords），全名是資本充足協定（Capital Accord），是巴塞爾銀行監理委員會成員，為了維持資本市場穩定、減少國際銀行間的不公平競爭、降低銀行系统信用风险和市场风险，推出的資本充足比率要求。在1988年首次訂立，並於2003年作出了第二次的修訂。

## 第一次巴塞爾協定
在1988年由国际清算银行提出，并被来自十国集团等中央银行的委員會成员采纳。當時巴塞爾銀行監管委員會規定，銀行的資本充足比率，至少要維持在百分之八的水平，並且列出了計算銀行資本充足比率的公式。這協議推出後，成為西方主要金融體系所採納的標準。

## 第二次巴塞爾協定
由1999年開始作出諮詢，並於2004年6月26日颁布，2006年12月開始實施。新的巴塞爾協定，主要針對金融環境多年來的變化，對銀行的多種金融工具的雙邊、多邊淨額結算，市場風險，以及最低資本比率要求的監管，作出更嚴謹的要求。現時西方主要金融體系，都開始陸續執行第二次巴塞爾協定的規定。

## 第三次巴塞爾協定
於2010年9月12日制定，協議強化了資本充足率要求，並新增了關於流動性與槓桿比率的要求。透過設定關於資本充足率、壓力測試、市場流動性風險考量等方面的標準，從而應對在2008年前後的金融危機中顯現金融體系對信貸和其它信用資產之風險的衡量和監管不足。

## 逸聞
2020年10月下旬，中國阿里巴巴集團與螞蟻金服創辦人馬雲，在第二屆外灘金融峰會（10月23日-10月25日），公然砲轟巴塞爾協議已經過時，像一個老人俱樂部。在金融鬆綁與管制的拉扯下，馬雲選擇金融走向鬆綁。由於會議深具官方色彩，中国政府的高級官員皆有出席，比如中國國家副主席王岐山，時間點又剛好處在全球最大IPO螞蟻金服即將上市。隨即馬雲被約談，螞蟻金服的IPO也被暫停。據《華爾街日報》報導，是中共中央總書記習近平在馬雲發言後，親自下令阻止螞蟻集團的IPO。

## 外部連結
- 香港金融管理局對巴塞爾協定的介紹

1. ↑  .   [2020-11-07]. （原始内容存档于2020-11-12）.
2. ↑  .   [2020-11-07]. （原始内容存档于2020-11-13）.
3. ↑  Jing Yang and Lingling Wei. . The Wall Street Journal. 2020-11-12  [2020-11-15]. （原始内容存档于2020-11-13）.
4. ↑  . 法國國際廣播電台. 2020-11-13  [2020-11-15]. （原始内容存档于2021-01-04）.